# Crailsheim
Crailsheim è un comune tedesco di 35 760 abitanti, situato nel land del Baden-Württemberg. Il suo territorio è bagnato dal fiume Jagst.